# Braciere olimpico
Il braciere olimpico o tripode è la "grande torcia" dove arde il fuoco olimpico durante i giorni del programma di gare.

## Caratteristiche
Di solito il braciere è posto nei pressi dello stadio olimpico dove si svolgono le cerimonie d'apertura e di chiusura dei giochi e garantisce alla simbolica fiamma di non spegnersi nemmeno un istante durante il periodo di competizioni, se non alla fine della cerimonia di chiusura. Sebbene non vi sia un regolamento preciso molto spesso i bracieri sono alti, per essere visti da molti punti della città dove vengono organizzati i Giochi olimpici.

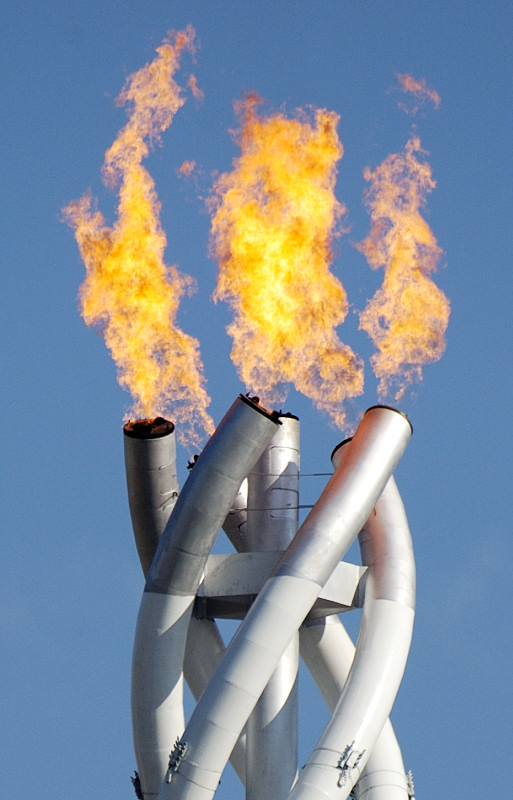
Il braciere olimpico di Torino 2006

Il braciere appare ai Giochi olimpici moderni nel 1928: infatti l'architetto olandese Jan Wils aveva incluso una torre nel suo progetto dello stadio olimpico per la IX Olimpiade, ed ebbe l'idea di tenervi acceso un fuoco. Il 28 luglio 1928 un dipendente della compagnia elettrica di Amsterdam accese il primo fuoco olimpico nella cosiddetta Torre di Maratona, conosciuta dagli olandesi come il "posacenere della KLM".
La fiamma olimpica deve ardere sempre in pubblico, per questo, al fine di essere visibile a tutti e sempre, è posta all'aperto; infatti in occasioni delle Olimpiadi invernali di Vancouver, dove la cerimonia d'apertura si è svolta al chiuso, il braciere vero e proprio si trovava altrove, ed in suo luogo vi era un braciere simbolico.
Il braciere di Torino 2006 è il più alto finora realizzato (57 metri).

## Simbologia
Viene solitamente realizzato dal comitato organizzatore dei giochi olimpici in corso con un design originale e differente dalle edizioni precedenti, che rappresenti lo spirito e le caratteristiche dei giochi in corso, oltre che rappresentare il design e il gusto del paese ospitante dei Giochi olimpici.  La fiamma viene accesa dall'ultimo tedoforo nella cerimonia d'apertura e viene spenta alla fine della cerimonia di chiusura, per sottolineare la conclusione dei giochi.

## I vari bracieri dei Giochi olimpici

### Giochi olimpici estivi
| Braciere          | Anno              | Edizione                      | Sede                        | Sede                        | Sede                        | Sede                        |
|                   | 1928              | Giochi della IX Olimpiade     | Paesi Bassi (bandiera)      | Paesi Bassi (bandiera)      | Paesi Bassi (bandiera)      | Paesi Bassi (bandiera)      |
| Amsterdam         | Amsterdam         | Giochi della IX Olimpiade     | Paesi Bassi                 | Paesi Bassi                 |                             |                             |
|                   | 1932              | Giochi della X Olimpiade      | Stati Uniti (bandiera)      | Stati Uniti (bandiera)      | Stati Uniti (bandiera)      | Stati Uniti (bandiera)      |
| Los Angeles       | Los Angeles       | Giochi della X Olimpiade      | Stati Uniti                 | Stati Uniti                 |                             |                             |
|                   | 1936              | Giochi della XI Olimpiade     | Germania (bandiera)         | Germania (bandiera)         | Germania (bandiera)         | Germania (bandiera)         |
| Berlino           | Berlino           | Giochi della XI Olimpiade     | Germania nazista            | Germania nazista            |                             |                             |
|                   | 1940              | Giochi della XII Olimpiade    | Tōkyō (non disputata)       | Tōkyō (non disputata)       | Tōkyō (non disputata)       | Tōkyō (non disputata)       |
| -                 | 1944              | Giochi della XIII Olimpiade   | Londra (non disputata)      | Londra (non disputata)      | Londra (non disputata)      | Londra (non disputata)      |
|                   | 1948              | Giochi della XIV Olimpiade    | Regno Unito (bandiera)      | Regno Unito (bandiera)      | Regno Unito (bandiera)      | Regno Unito (bandiera)      |
| Londra            | Londra            | Giochi della XIV Olimpiade    | Regno Unito                 | Regno Unito                 |                             |                             |
|                   | 1952              | Giochi della XV Olimpiade     | Finlandia (bandiera)        | Finlandia (bandiera)        | Finlandia (bandiera)        | Finlandia (bandiera)        |
| Helsinki          | Helsinki          | Giochi della XV Olimpiade     | Finlandia                   | Finlandia                   |                             |                             |
|                   | 1956              | Giochi della XVI Olimpiade    | Australia (bandiera)        | Australia (bandiera)        | Australia (bandiera)        | Australia (bandiera)        |
| Melbourne         | Melbourne         | Giochi della XVI Olimpiade    | Australia                   | Australia                   |                             |                             |
|                   | 1960              | Giochi della XVII Olimpiade   | Italia (bandiera)           | Italia (bandiera)           | Italia (bandiera)           | Italia (bandiera)           |
| Roma              | Roma              | Giochi della XVII Olimpiade   | Italia                      | Italia                      |                             |                             |
|                   | 1964              | Giochi della XVIII Olimpiade  | Giappone (bandiera)         | Giappone (bandiera)         | Giappone (bandiera)         | Giappone (bandiera)         |
| Tokyo             | Tokyo             | Giochi della XVIII Olimpiade  | Giappone                    | Giappone                    |                             |                             |
|                   | 1968              | Giochi della XIX Olimpiade    | Messico (bandiera)          | Messico (bandiera)          | Messico (bandiera)          | Messico (bandiera)          |
| Città del Messico | Città del Messico | Giochi della XIX Olimpiade    | Messico                     | Messico                     |                             |                             |
|                   | 1972              | Giochi della XX Olimpiade     | Germania Ovest (bandiera)   | Germania Ovest (bandiera)   | Germania Ovest (bandiera)   | Germania Ovest (bandiera)   |
| Monaco di Baviera | Monaco di Baviera | Giochi della XX Olimpiade     | Germania Ovest              | Germania Ovest              |                             |                             |
|                   | 1976              | Giochi della XXI Olimpiade    | Canada (bandiera)           | Canada (bandiera)           | Canada (bandiera)           | Canada (bandiera)           |
| Montréal          | Montréal          | Giochi della XXI Olimpiade    | Canada                      | Canada                      |                             |                             |
|                   | 1980              | Giochi della XXII Olimpiade   | Unione Sovietica (bandiera) | Unione Sovietica (bandiera) | Unione Sovietica (bandiera) | Unione Sovietica (bandiera) |
| Mosca             | Mosca             | Giochi della XXII Olimpiade   | Unione Sovietica            | Unione Sovietica            |                             |                             |
|                   | 1984              | Giochi della XXIII Olimpiade  | Stati Uniti (bandiera)      | Stati Uniti (bandiera)      | Stati Uniti (bandiera)      | Stati Uniti (bandiera)      |
| Los Angeles       | Los Angeles       | Giochi della XXIII Olimpiade  | Stati Uniti                 | Stati Uniti                 |                             |                             |
|                   | 1988              | Giochi della XXIV Olimpiade   | Corea del Sud (bandiera)    | Corea del Sud (bandiera)    | Corea del Sud (bandiera)    | Corea del Sud (bandiera)    |
| Seul              | Seul              | Giochi della XXIV Olimpiade   | Corea del Sud               | Corea del Sud               |                             |                             |
|                   | 1992              | Giochi della XXV Olimpiade    | Spagna (bandiera)           | Spagna (bandiera)           | Spagna (bandiera)           | Spagna (bandiera)           |
| Barcellona        | Barcellona        | Giochi della XXV Olimpiade    | Spagna                      | Spagna                      |                             |                             |
|                   | 1996              | Giochi della XXVI Olimpiade   | Stati Uniti (bandiera)      | Stati Uniti (bandiera)      | Stati Uniti (bandiera)      | Stati Uniti (bandiera)      |
| Atlanta           | Atlanta           | Giochi della XXVI Olimpiade   | Stati Uniti                 | Stati Uniti                 |                             |                             |
|                   | 2000              | Giochi della XXVII Olimpiade  | Australia (bandiera)        | Australia (bandiera)        | Australia (bandiera)        | Australia (bandiera)        |
| Sydney            | Sydney            | Giochi della XXVII Olimpiade  | Australia                   | Australia                   |                             |                             |
|                   | 2004              | Giochi della XXVIII Olimpiade | Grecia (bandiera)           | Grecia (bandiera)           | Grecia (bandiera)           | Grecia (bandiera)           |
| Atene             | Atene             | Giochi della XXVIII Olimpiade | Grecia                      | Grecia                      |                             |                             |
|                   | 2008              | Giochi della XXIX Olimpiade   | Cina (bandiera)             | Cina (bandiera)             | Cina (bandiera)             | Cina (bandiera)             |
| Pechino           | Pechino           | Giochi della XXIX Olimpiade   | Cina                        | Cina                        |                             |                             |
|                   | 2012              | Giochi della XXX Olimpiade    | Regno Unito (bandiera)      | Regno Unito (bandiera)      | Regno Unito (bandiera)      | Regno Unito (bandiera)      |
| Londra            | Londra            | Giochi della XXX Olimpiade    | Regno Unito                 | Regno Unito                 |                             |                             |
|                   | 2016              | Giochi della XXXI Olimpiade   | Brasile (bandiera)          | Brasile (bandiera)          | Brasile (bandiera)          | Brasile (bandiera)          |
| Rio de Janeiro    | Rio de Janeiro    | Giochi della XXXI Olimpiade   | Brasile                     | Brasile                     |                             |                             |
|                   | 2020 (2021)       | Giochi della XXXII Olimpiade  | Giappone (bandiera)         | Giappone (bandiera)         | Giappone (bandiera)         | Giappone (bandiera)         |
| Tokyo             | Tokyo             | Giochi della XXXII Olimpiade  | Giappone                    | Giappone                    |                             |                             |
| ----------------- | ----------------- | ----------------------------- | --------------------------- | --------------------------- | --------------------------- | --------------------------- |

### Giochi olimpici invernali
| Braciere               | Anno | Edizione                        | Sede                                                      | Sede                                                      |
|                        | 1928 | II Giochi olimpici invernali    | Svizzera (bandiera)                                       | Svizzera (bandiera)                                       |
| Saint Moritz           | 1928 | II Giochi olimpici invernali    | Svizzera                                                  |                                                           |
|                        | 1932 | III Giochi olimpici invernali   | Stati Uniti (bandiera)                                    | Stati Uniti (bandiera)                                    |
| Lake Placid            | 1932 | III Giochi olimpici invernali   | Stati Uniti                                               |                                                           |
|                        | 1936 | IV Giochi olimpici invernali    | Germania (bandiera)                                       | Germania (bandiera)                                       |
| Garmisch-Partenkirchen | 1936 | IV Giochi olimpici invernali    | Germania nazista                                          |                                                           |
|                        | 1940 | Giochi olimpici invernali 1940  | Sapporo/St. Moritz/Garmisch-Partenkirchen (non disputata) | Sapporo/St. Moritz/Garmisch-Partenkirchen (non disputata) |
| -                      | 1944 | Giochi olimpici invernali 1944  | Cortina d'Ampezzo (non disputata)                         | Cortina d'Ampezzo (non disputata)                         |
|                        | 1948 | V Giochi olimpici invernali     | Svizzera (bandiera)                                       | Svizzera (bandiera)                                       |
| St. Moritz             | 1948 | V Giochi olimpici invernali     | Svizzera                                                  |                                                           |
|                        | 1952 | VI Giochi olimpici invernali    | Norvegia (bandiera)                                       | Norvegia (bandiera)                                       |
| Oslo                   | 1952 | VI Giochi olimpici invernali    | Norvegia                                                  |                                                           |
|                        | 1956 | VII Giochi olimpici invernali   | Italia (bandiera)                                         | Italia (bandiera)                                         |
| Cortina d'Ampezzo      | 1956 | VII Giochi olimpici invernali   | Italia                                                    |                                                           |
|                        | 1960 | VIII Giochi olimpici invernali  | Stati Uniti (bandiera)                                    | Stati Uniti (bandiera)                                    |
| Squaw Valley           | 1960 | VIII Giochi olimpici invernali  | Stati Uniti d'America                                     |                                                           |
|                        | 1964 | IX Giochi olimpici invernali    | Austria (bandiera)                                        | Austria (bandiera)                                        |
| Innsbruck              | 1964 | IX Giochi olimpici invernali    | Austria                                                   |                                                           |
|                        | 1968 | X Giochi olimpici invernali     | Francia (bandiera)                                        | Francia (bandiera)                                        |
| Grenoble               | 1968 | X Giochi olimpici invernali     | Francia                                                   |                                                           |
|                        | 1972 | XI Giochi olimpici invernali    | Giappone (bandiera)                                       | Giappone (bandiera)                                       |
| Sapporo                | 1972 | XI Giochi olimpici invernali    | Giappone                                                  |                                                           |
|                        | 1976 | XII Giochi olimpici invernali   | Austria (bandiera)                                        | Austria (bandiera)                                        |
| Innsbruck              | 1976 | XII Giochi olimpici invernali   | Austria                                                   |                                                           |
|                        | 1980 | XIII Giochi olimpici invernali  | Stati Uniti (bandiera)                                    | Stati Uniti (bandiera)                                    |
| Lake Placid            | 1980 | XIII Giochi olimpici invernali  | Stati Uniti d'America                                     |                                                           |
|                        | 1984 | XIV Giochi olimpici invernali   | Jugoslavia (bandiera)                                     | Jugoslavia (bandiera)                                     |
| Sarajevo               | 1984 | XIV Giochi olimpici invernali   | Jugoslavia                                                |                                                           |
|                        | 1988 | XV Giochi olimpici invernali    | Canada (bandiera)                                         | Canada (bandiera)                                         |
| Calgary                | 1988 | XV Giochi olimpici invernali    | Canada                                                    |                                                           |
|                        | 1992 | XVI Giochi olimpici invernali   | Francia (bandiera)                                        | Francia (bandiera)                                        |
| Albertville            | 1992 | XVI Giochi olimpici invernali   | Francia                                                   |                                                           |
|                        | 1994 | XVII Giochi olimpici invernali  | Norvegia (bandiera)                                       | Norvegia (bandiera)                                       |
| Lillehammer            | 1994 | XVII Giochi olimpici invernali  | Norvegia                                                  |                                                           |
|                        | 1998 | XVIII Giochi olimpici invernali | Giappone (bandiera)                                       | Giappone (bandiera)                                       |
| Nagano                 | 1998 | XVIII Giochi olimpici invernali | Giappone                                                  |                                                           |
|                        | 2002 | XIX Giochi olimpici invernali   | Stati Uniti (bandiera)                                    | Stati Uniti (bandiera)                                    |
| Salt Lake City         | 2002 | XIX Giochi olimpici invernali   | Stati Uniti d'America                                     |                                                           |
|                        | 2006 | XX Giochi olimpici invernali    | Italia (bandiera)                                         | Italia (bandiera)                                         |
| Torino                 | 2006 | XX Giochi olimpici invernali    | Italia                                                    |                                                           |
|                        | 2010 | XXI Giochi olimpici invernali   | Canada (bandiera)                                         | Canada (bandiera)                                         |
| Vancouver              | 2010 | XXI Giochi olimpici invernali   | Canada                                                    |                                                           |
|                        | 2014 | XXII Giochi olimpici invernali  | Russia (bandiera)                                         | Russia (bandiera)                                         |
| Soči                   | 2014 | XXII Giochi olimpici invernali  | Russia                                                    |                                                           |
|                        | 2018 | XXIII Giochi olimpici invernali | Corea del Sud (bandiera)                                  | Corea del Sud (bandiera)                                  |
| Pyeongchang            | 2018 | XXIII Giochi olimpici invernali | Corea del Sud                                             |                                                           |
|                        | 2022 | XXIV Giochi olimpici invernali  | Cina (bandiera)                                           | Cina (bandiera)                                           |
| Pechino                | 2022 | XXIV Giochi olimpici invernali  | Cina                                                      |                                                           |
| ---------------------- | ---- | ------------------------------- | --------------------------------------------------------- | --------------------------------------------------------- |